# Hormiguero
Hormiguero is een Mayavindplaats in biosfeerreservaat Calakmul, in de Mexicaanse deelstaat Campeche.
De stad werd sinds het begin van de jaartelling bewoond maar beleefde haar hoogtepunt tussen 600 en 800. Na de val van de Mayacultuur werd Hormiguero verlaten en pas herontdekt aan het eind van de 20e eeuw. Slechts enkele gebouwen zijn uitgegraven, die zijn opgetrokken in Río Becstijl, met name de poorten die zijn vormgegeven als de bek van de scheppingsgod Itzamná.

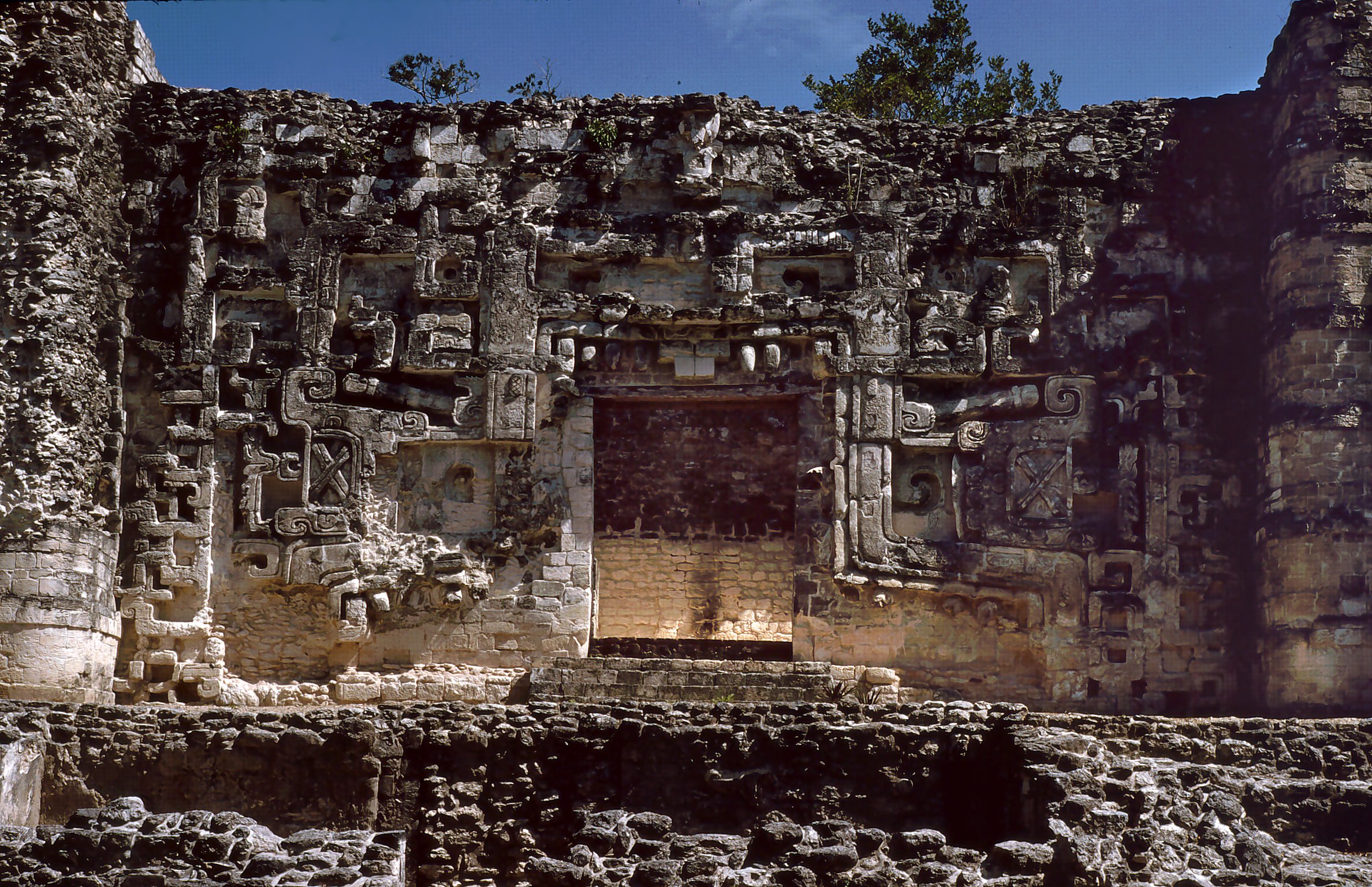
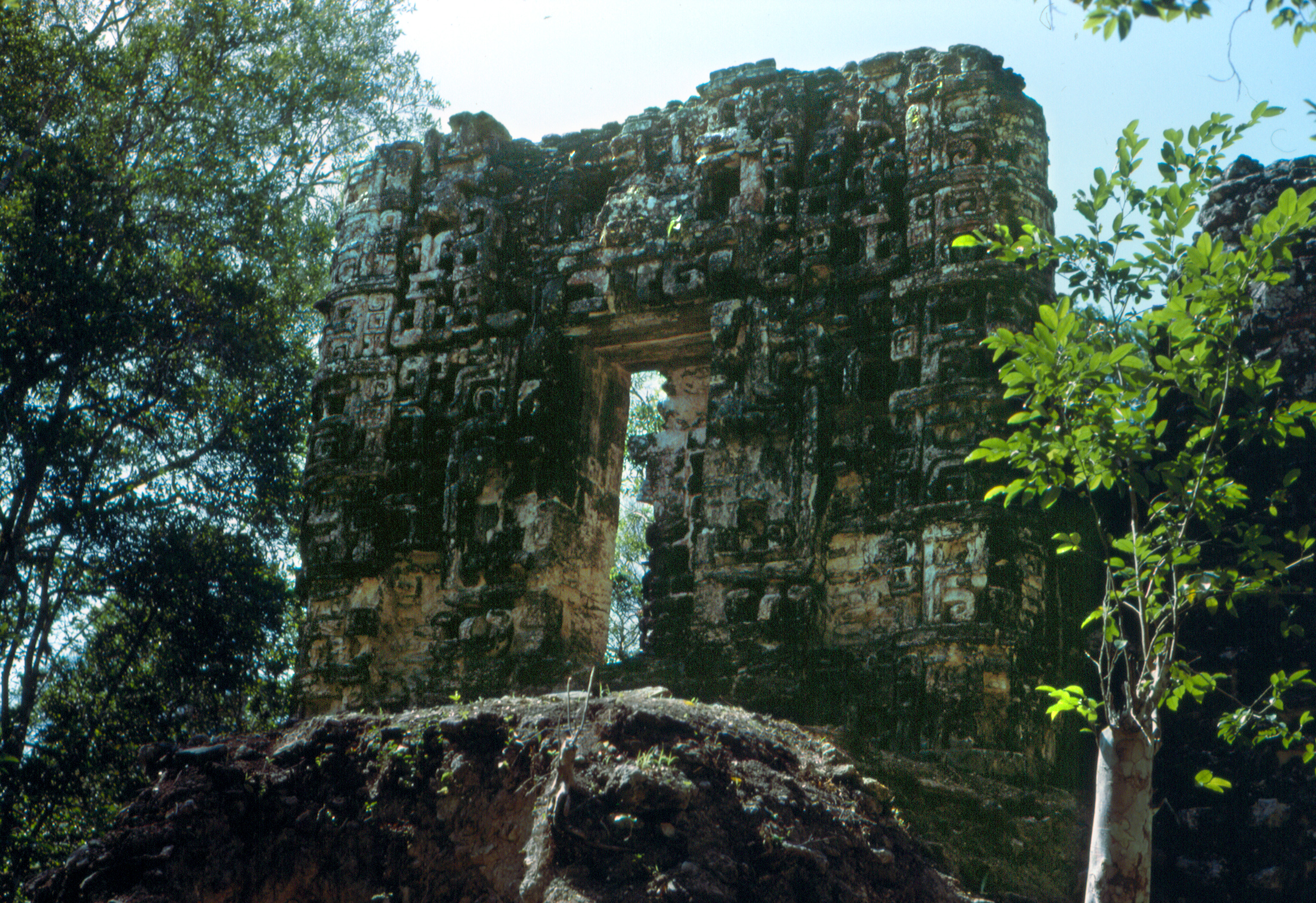